# 二手市場

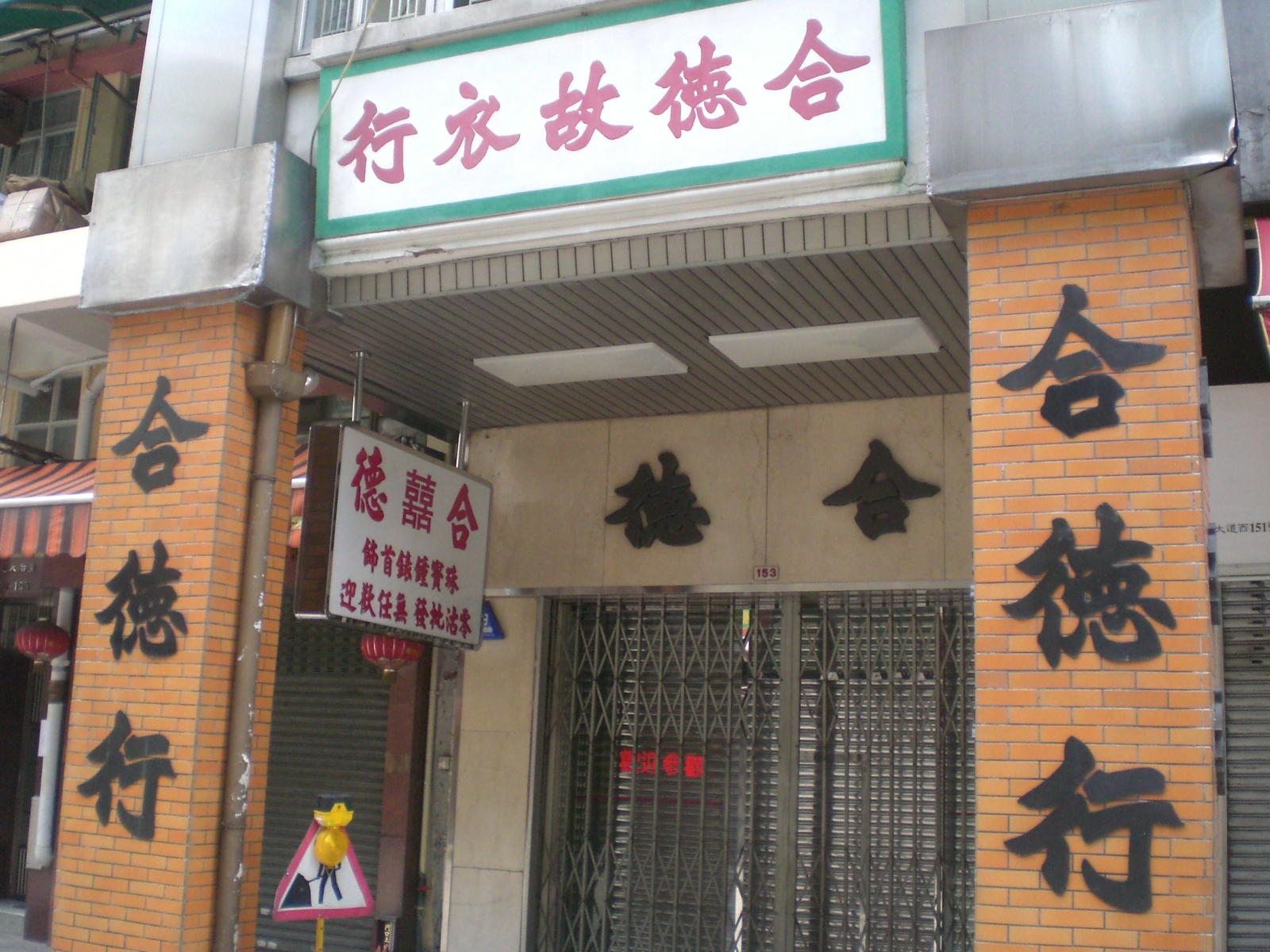
香港一間故衣行

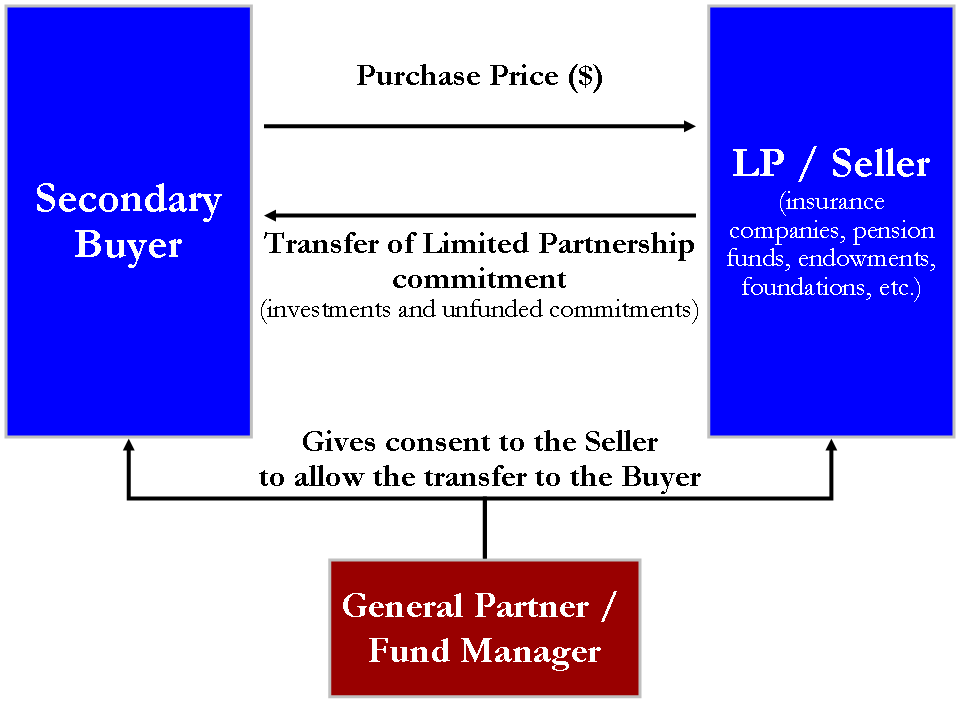
私募基金的股權二手交易方法

二手市場可以是相對於一手市場之後出現的市場。 例如某商品、证券衍生產品只有一手市場，而無二手市場，即是其投資風險是絕對的高，因為市場流通性有問題。 這是在未發展成熟的市場是常見的，例如1980年代中國大陸的深圳樓市。
二手市場內的從業員可能包括地產代理、投資顧問、EBay、香港二手市場Apps用戶、收買佬等，他們協助市場資訊在買家和賣家之間有效的流通。
在证券方面的二手市場，就是世界各地的證券交易所。

## 相關
- 初級市場
- 摩羅街
- 故衣店
- 跳蚤市場